# Weldiya
Ne doit pas être confondu avec Weldiya (Afder).
Weldiya (ou Woldiya) (Ge'ez: ወልዲያ) est une ville et un woreda du nord de l'Éthiopie, située dans la zone Semien Wollo de la région Amhara. C'est un important centre commercial et un carrefour routier.